# Pseudopolycope (Pseudopolycope) helix
Pseudopolycope (Pseudopolycope) helix is een mosselkreeftjessoort uit de familie van de Polycopidae. De wetenschappelijke naam van de soort is voor het eerst geldig gepubliceerd in 2007 door Kornicker, Iliffe & Harrison-Nelson.